# Roger Roux
 (janvier 2019).
Si vous disposez d'ouvrages ou d'articles de référence ou si vous connaissez des sites web de qualité traitant du thème abordé ici, merci de compléter l'article en donnant les références utiles à sa vérifiabilité et en les liant à la section « Notes et références ».
Roger Roux est un auteur-dessinateur de bandes dessinées et de livres pour enfants, né le 2 décembre 1897 à Carpentras et mort le 21 février 1969 à Lyon.

## Biographie
Après des études aux Beaux-Arts de Lyon en compagnie de Gabriel Chevallier  et du peintre Majorel, il dessine à partir de 1920 des silhouettes de mode pour des marques de vêtements.
À partir de 1942, il se lance véritablement dans les livres d'enfants avec une production de 21 albums entre 1942 et 1946.
Il deviendra illustrateur pour 55 romans de la collection policière Le Glaive entre 1944 et 1947, puis de nouveau entre 1950 et 1953. En 1946, Roger Roux est de nouveau choisi par l'éditeur Jacquier de Lyon pour illustrer les couvertures de sa collection Crinoline. Il en illustrera les 44 premiers volumes, puis reprendra les illustrations de 1950 à 1953 pour 70 autres volumes (n°96 à 166). En juillet 1947, Roger Roux, toujours attiré par les récits fantastiques, crée « Les voyages fantastiques de Sosthène Vazimou », une série de 25 épisodes de 12 pages qui sera éditée par Le Journal des Jeunes entre le 15 juillet 1947 et octobre 1948. A cette occasion, il fait appel à un jeune dessinateur de 21 ans, Yves Mondet, pour réaliser les crayonnés de ses histoires. Ils continueront à travailler ensemble, notamment pour les illustrations des sept numéros de la revue Comic Burlesc en 1948 qui met en scène la journaliste Betty Rumba.
C'est d'ailleurs grâce à Comic Burlesc que Roger Roux fait la connaissance de Frédéric Dard qui a écrit des textes pour le n°7 de cette revue paru en juillet 1948. Ils deviendront amis et Frédéric Dard signera une de ses nouvelles en janvier 1949 du pseudonyme de R. Freroux qui rappelle l'appellation affectueuse Frère Roux qu'il utilisait pour son ami Roger Roux. Fin 1952, Frédéric Dard lui dédicacera son roman L'horrible Monsieur Smith.
Roger Roux illustrera les 8 numéros de la revue "Les dessous de l'Histoire" parue entre novembre 1949 et juin 1950, puis, fin 1951, les couvertures de numéros 69 à 78 de la revue "Mes lectures". Il fera partie, en compagnie d'Emmanuel Cocard, Roger Sam, Rogino et Frédéric Dard, des illustrateurs retenus par Léon Charlaix pour son livre "De ma lucarne" paru en novembre 1951. Il continuera à dessiner jusqu'en 1954 pour des revues drôles comme " OH !", Parade du rire, puis reviendra au dessin de mode. 
Léopold Massiera consacrera un article à la vie et l'oeuvre de Roger Roux dans le journal humoristique Guignol. 